# Arsema Weldai
Arsema Weldai, född 18 januari 2002, är en svensk fotbollsspelare som spelar för IK Uppsala. Hon har tidigare spelat för bland annat AIK.

## Karriär
Arsema Weldai föddes den 18 januari 2002 på Karolinska Sjukhuset i Solna och är uppvuxen i Hallonbergen i Sundbybergs kommun. Vid 7 års ålder inledde hon sin spelarkarriär i moderklubben AIK. I slutet av 2020 meddelade AIK att Weldai och klubben hade kommit överens om ett A-lagskontrakt över säsongen 2024. Detta kontrakt hävdes dock i förtid efter säsongen 2023 gemensamt av båda parter.
Inför säsongen 2024 gick Weldai till IK Uppsala.